# Сийманн, Март
Март Сийманн (эст. Mart Siimann; род. 21 сентября 1946, Килинги-Нымме, Эстонская ССР, СССР) — эстонский государственный, политический и спортивный деятель.

## Биография
В 1971 году окончил Тартуский университет с дипломом филолога-психолога.
В 1971—1984 годах работал старшим научным сотрудником и аспирантом в Тартуском университете.
В конце 1970-х годов пришёл на работу на телевидение Эстонии и за 17 лет прошел путь от корреспондента до заместителя генерального директора Эстонского телевидения. Являлся членом КПСС.
С 1987 года — руководитель Эстонского радио.
С 1989 года — генеральный директор Эстонского телевидения.
С 1992 года по 1995 год — исполнительный директор частного телеканала RTV.
В 1995 году избран депутатом парламента Эстонии. Входил в состав Конституционной комиссии. Возглавлял Коалиционную партию.
С 17 марта 1997 года по 25 марта 1999 года — премьер-министр Эстонии.
С 1999 года — председатель фракции Коалиционной партии Эстонии.
Являлся председателем спортивного общества «Калев», членом совета кураторов Таллинского педагогического университета, а также членом Совета фонда культуры Эстонии.
С 2001 года — президент Национального олимпийского комитета Эстонской Республики. В 2001 году избран председателем социал-демократического движения «С разумом и сердцем» («Mõistuse ja Südamega»).
С 2003 года — советник Президента Эстонской Республики Арнольда Рюйтеля по внутренним делам.

## Награды
- Орден Государственного герба II класса (2 февраля 2001)[2]
- Большой крест ордена Заслуг (1 июля 1998, Норвегия)[3]